# J-Stars Victory Vs
J-Stars Victory Vs è un picchiaduro a incontri che combina gli universi di numerose serie manga di proprietà Weekly Shōnen Jump, realizzato in occasione del 45º anniversario della rivista. Il gioco è stato sviluppato da Spike Chunsoft e pubblicato da Bandai Namco il 19 marzo 2014 in Giappone come esclusiva Sony per le console PlayStation 3 e PlayStation Vita.
Nel mese di dicembre 2014 è stato annunciato da Bandai Namco l'arrivo del gioco in Occidente con il titolo J-Stars Victory Vs+, pubblicato in America ed Europa nell'estate 2015 per PlayStation Vita, PlayStation 3 e PlayStation 4.

## Modalità di gioco
Il gioco è un semplicissimo picchiaduro a incontri in 3D. Si potrà combattere sia da soli che in battaglie tag ed eventualmente si può selezionare anche un personaggio di supporto che una volta richiamato attaccherà l'avversario.
I personaggi, oltre ad essere dotati di una barra della vita che scende ogni qualvolta si venga colpiti, posseggono una barra di energia che si consuma quando vengono utilizzati gli attacchi speciali (solitamente 3 per personaggio) o lo scatto. La barra si carica su due livelli e alcuni personaggi, quando caricano al massimo il secondo livello della barra, possono usufruire di una loro tipica trasformazione (es. Gear Second per Rufy, Super Saiyan per Son Goku) che durerà finché non si avrà perso un tot di energia. Altri personaggi posseggono un'ulteriore trasformazione una volta attivato il Victory Burst (es. Susano'o per Sasuke)
Gli attacchi speciali (Kamehameha per Goku, Gom Gom Gatling per Rufy, Rasengan per Naruto) avranno la particolarità di poter essere potenziati se caricati (es. la Kamehameha di Goku Super Saiyan si trasforma in Kamehameha istantanea nel caso venga caricata) o mescolati (es. Rufy può sferrare un Gom Gom Rifle subito dopo aver usato il Gom Gom Gatling).
In cima allo schermo si trova un indicatore che una volta pieno permette al personaggio di entrare in modalità Victory Burst, che permette di usare l'attacco supremo (es. Genkidama per Goku, Teriosfera per Naruto, Gom Gom Elephant Gatling per Rufy).In alcuni casi se la mossa finale va a segno sarà seguita da un colpo finale più forte (Rufy dopo aver usato l'Elephant Gatling continua con il Grizzly Magnum).

## Trama
La modalità storia, J-Adventure è ambientata nel Jump World dove si concentrano personaggi tratti da diversi universi manga. Il gioco presenta quattro diverse scelte di arco narrativo e ognuna di essa è incentrata su un personaggio differente e si affrontano differenti nemici. Il giocatore deve anche spostarsi attraverso una mappa per via mare disponendo di una nave che deve potenziare per raggiungere le zone richieste nel arco narrativo difese da mostri marini.
1. Dynamic Arc: Monkey D. Rufy
2. Hope Arc: Naruto Uzumaki
3. Investigation Arc: Toriko
4. Pursuit Arc: Ichigo Kurosaki

## Personaggi
Il roster finale del titolo comprende ben 52 personaggi, di cui 39 giocabili e 13 di supporto. Tra parentesi le trasformazioni/forme alternative.
- Assassination Classroom: Korosensei
- Beelzebub: Tatsumi Oga & Baby Kaiser De Emperana Beelzebub IV (Super Milk Time)
- Bleach: Ichigo Kurosaki (Forma Hollow, Getsuga Tensho Finale), Rukia Kuchiki (solo supporto), Sosuke Aizen
- Bobobo-bo Bo-Bobo: Bobobo-bo Bo-bobo & Don Patch
- Chin'yuki: Taro to yukaina nakama-tachi: Taro Yamada
- Classe di ferro: Momotaro Tsurugi, Heihachi Edajima (solo supporto)
- D.Gray-man: Allen Walker (solo supporto)
- Dr. Slump & Arale: Arale Norimaki & Gacchan
- Dragon Ball: Son Goku (Super Saiyan), Vegeta (Super Saiyan), Freezer
- Gintama: Gintoki Sakata, Kagura & Sadaharu (solo supporto)
- Haikyu!! - L'asso del volley: Shoyo Hinata (solo supporto)
- Hunter × Hunter: Gon Freecss (Controllo del Nen: Ken, Controllo del Nen: Ko), Killua Zoldick (Velocità Divina: Velocità della Luce), Hisoka (solo supporto)
- I Cavalieri dello zodiaco: Pegasus (Base, Armatura d'Oro del Sagittario)
- Hell Teacher Nube: Meisuke Nueno
- Ken il guerriero: Kenshiro (Risveglio nel Nulla), Raoul
- Kenshin samurai vagabondo: Kenshin Himura, Makoto Shishio
- Qui Stazione di Polizia di Kameari, Distretto di Katsushika:  Kankichi Ryoutsu
- Kuroko's Basket: Tetsuya Kuroko (solo supporto)
- Le bizzarre avventure di JoJo: Jonathan Joestar, Joseph Joestar
- Le psico-disgrazie di Kusuo Saiki: Saiki Kusuo
- Medaka Box: Medaka Kurokami (Modalità Dio della Rivolta), Misogi Kumagawa (solo supporto)
- Naruto: Naruto Uzumaki (Modalità Eremita, Modalità Kurama), Sasuke Uchiha (Susanoo), Madara Uchiha
- Nisekoi: Chitoge Kirisaki (solo supporto)
- Nôgami Neuro investigatore demoniaco: Neuro Nogami (solo supporto)
- One Piece: Rufy (Base, Gear 2nd, Indurimento Totale, Gear 3rd Elephant gatling), Portuguese D. Ace, Boa Hancock, Akainu
- Pippiriri suona Jaguar!: Jaguar Junichi (solo supporto)
- Sket Dance: SKET-dan (solo supporto)
- To Love-Ru: Lala Satalin Deviluke (solo supporto)
- Such a Luckyman!: Luckyman
- Toriko: Toriko, Zebra
- Tutor Hitman Reborn!: Tsunayoshi Sawada & Reborn
- Yu degli spettri: Yusuke Urameshi (Forma Mazoku), Hiei (Jagan), Toguro minore (Massima Potenza)

## Arene
Le arene disponibili sono le seguenti: 
- Namecc (Dragon Ball)
- Alabasta (One Piece)
- Cielo Vegetale (Toriko)
- Villaggio della Foglia (Naruto)
- Stadio Torneo Nero (Yu degli Spettri)
- Soul society (Bleach)
- Rupi Infernali (Kenshin Samurai Vagabondo)
- Stazione di polizia Kameari (Qui stazione di polizia Kameari, distretto di Katsushika)
- Paradiso Yoshiwara (Gintama)
- Tempio di Atena (I Cavalieri dello Zodiaco)
- Villaggio Pinguino (Dr. Slump & Arale)
- Arena del Tuono (Classe di ferro)

## Sviluppo
Il gioco venne annunciato nel 2012 con il titolo di Project Versus J. Realizzato per commemorare il quarantacinquesimo anniversario di Jump, venne presentato come "il gioco di Jump definitivo". J-Stars Victory Vs presenta personaggi e scenari tratti da vari manga di Jump, sia del passato che del presente, comprese opere storiche quali Dragon Ball, Yu Yu Hakusho, Naruto e Bleach, serie tuttora in corso come One Piece e Le bizzarre avventure di JoJo, fino ad arrivare a serie più recenti come Medaka Box, Assassination Classroom e Beelzebub.
I primi personaggi rivelati furono: Son Goku, Monkey D. Rufy e Toriko. A dicembre annunciarono che i fan avrebbero potuto votare per alcuni personaggi che desideravano vedere in J-Star Victory Vs. Diversi personaggi vennero annunciati nei mesi seguenti attraverso Weekly Shōnen Jump e V Jump, così come trasformazioni speciali disponibili sotto forma di mosse speciali. La modalità avventura presenta inoltre ulteriori NPC tratti dalle varie serie.
Il producer Koji Nakajima dichiarò che ottenere i diritti dei molteplici franchise di proprietà Weekly Shōnen Jump non fu difficile. Il momento dello sviluppo più problematico fu determinare quali mosse assegnare ai personaggi. Poiché alcuni personaggi non combattono nella serie da cui sono tratti, le loro azioni e i loro movimenti dovettero essere approvati da ogni singolo concessore di licenza dopo svariate negoziazioni. Affermò inoltre che originalmente sperava di poter includere un cast più ampio di personaggi.
Un'edizione limitata Anison (ovvero che in cui sono presenti le musiche originali di un determinato anime) include brani quali Cha-La Head-Cha-La e We Are!.
Nell'inverno del 2014, Bandai Namco annunciò che il gioco sarebbe stato pubblicato in Nord America e in Europa con il nome J-Stars Victory Vs+. Distribuito nell'estate dell'anno seguente, Vs+ conserva il doppiaggio originale giapponese. È inoltre presente un'inedita modalità Arcade. Vs+ giunse anche su PS4, visto che la precedente edizione era uscita solamente per PS3 e PlayStation Vita. La nuova edizione presenta lo stesso roster dei giochi originali che sono stati ribilanciati basandosi sul feedback dei giocatori giapponesi.

## Lista attacchi speciali, attacchi supremi e attacchi di supporto
I nomi delle tecniche e delle abilità è riportato così come scritto sul gioco.
- Korosensei: Ti presento il mio missile!, Prova a prendermi!, Rete appiccicosa, Giro del mondo mach
- Tsunayoshi Sawada & Reborn: X-Burner, X-Burst, Sfondamento di Punto Zero: Modificato, Burning Axle
- Gintoki Sakata: Granata Justaway, Potere Kamehameha, Salsa di soia a sorpresa, Sarò il re dei dolci!, Accesso vietato
- Kagura & Sadaharu: Doppio guaio
- Kankichi Ryotsu: Lanciarazzi pirotecnico, Elicottero d'assalto, Trottola gigante, Furia del comandante
- Kusuo Saiki: Scambio immediato, Barriera monolitica, Abbraccio psichico, Psicocinesi totale
- Momotaro Tsurugi: Fascia tagliente, Rotazione mistica, Occhio della mente, Arte arcana del tempio Wang-hu: Spirito della tigre
- Heihachi Edajima: Io sono Heihachi Edajima!
- Meisuke Nueno: Tomo maledetto, Rotolo del guardiano, Ricordi cristallini, Mano demoniaca, Liberazione demoniaca
- Jonathan Joestar: Sunlight Yellow Overdrive, Sendo Ripple Overdrive, Luck & Pluck, Final Ripple
- Joseph Joestar: Clacker Volley, Clacker Boomerang, This means War!, Shoot shoot SHOOT!, Magic Trickster, Red Stone of Aja
- Pegasus: Fulmine di Pegasus, Cometa di Pegasus, Spirale di Pegasus, Armatura d'oro del Sagittario, Freccia di Sagitter
- Taro Yamada: Testata furiosa, Potere della cultura, Grido di potenza, Prendi questo!
- Luckyman: Raggio fortunato, Pugno fortunato, Buona stella, Raggio fortunatissimo
- Toriko: Flying Leg Knife, Flying Fork, Nail Punch, Nail Punch Step, 100 Ren Twin Nail Punch
- Zebra: Voice Missile, Thunder Noise, Wall of Sound, Meteor Noise
- Arale Norimaki & Gacchan: Cannone Ciriciao, Kiiin!, Vai Gacchan!, Spaccamondo
- Son Goku: Kamehameha, Attacco di meteoriti, Contrattacco evanescente, Kamehameha Trasmissione istantanea, Super Saiyan, Sfera Genkidama
- Vegeta: Raffica energetica, Attacco Big Bang, Onda esplosiva, Lampo finale
- Freezer: Raggio letale, Onda letale, Annientamento, Sfera letale
- Naruto Uzumaki: Rasengan, Tecnica del vento: Rasen shuriken, Imboscata di cloni, Modalità eremita, Vera tecnica del vento: Rasen shuriken, Modalità Kurama, Teriosfera
- Sasuke Uchiha: Arte del fuoco: Tecnica della palla di fuoco suprema, Mille falchi, Mangekyo Sharingan: Amaterasu, Susano'o, Arte della fiamma! Kagutsuchi!
- Madara Uchiha: Arte del fuoco: Fiamma sterminatrice, Arte del legno: Crescita rigogliosa, Ritorsione Uchiha, Devastazione celeste
- Gon Freecss: Sasso Carta Forbice, Sasso, Forbice, Carta, Sasso Carta Forbice: Movimento, Controllo Nen: Ko, Controllo Nen: Ken, Sasso Carta Forbice avanzato: Sasso
- Killua Zoldick: Folgore, Velocità divina: Mulinello, Velocità divina: Velocità della luce, Controllo Nen: Zetsu, Tuono supremo
- Hisoka: Bungee Gum
- Ichigo Kurosaki: Getsuga Tensho, Getsuga Tensho straziante, Danza stellare, Kogetsuzan, Trasformazione hollow, Getsuga Tensho finale
- Sosuke Aizen: Incantesimo d'immobilizzazione 61: "Prigione di luce sei bastoni", Hado 90: Bara nera, Incantesimo d'immobilizzazione 81: Spazio proibito, Hogyoku esplosivo
- Rukia Kuchiki: Sode no Shirayuki: Primo ballo, luna bianca
- Tatsumi Oga & Beelzebub: Zebul Blast, Zebul Emblem, Super Milk Time, Conflagrazione a catena
- Kenshiro: 100 colpi distruttivi, Potere distruttore dei cieli, Colpo del rimorso, Attraverso il nulla, Reincarnazione attraverso il nulla
- Raoul: Onda distruttiva, Aura combattiva, Emorragia celeste, Carica del dominatore dei cieli
- Bobobo-bo Bo-bobo & Don Patch: Ciclone peloso, Pompelmatrice, Super pugno di Bruce, Festival della Peluria
- Medaka Kurokami: Lancia-siringhe, Fantasma Kurokami, Peso delle parole, Modalità Dio della Rivolta, Fantasma Kurokami: Dio della Rivolta
- Misogi Kumagawa: Finzione/Rilegatura
- Yusuke Urameshi: Fucile astrale, Onda astrale, Pistola astrale, Pistola astrale gigante, Pistola astrale suprema, Forma Mazoku
- Hiei: Spada della fiamma oscura, Fendente fulmineo, Pugno della fiamma mortale, Occhio Jagan, Drago della fiamma oscura, Assorbimento del drago
- Toguro minore: Dita esplosive, Sciò!, Vero potere, Forma 100%, Chi ti credi di essere?
- Kenshin Himura: Spirale del drago: Folata, Spirale del drago: Turbine, Spirale del drago: Burrasca, Lampo del drago a nove teste, Lampo del drago celeste, Drago martellante, Doppio lampo del drago celeste
- Makoto Shishio: Spirito di fuoco, Ciclone infinito, Polso del loto scarlatto, Kaguzuchi
- Monkey D. Rufy: Gom Gom Gatling Gun, Gom Gom Jet Gatling, Gom Gom Bazooka, Gom Gom Jet Bazooka, Gom Gom Rifle, Gom Gom Jet Rifle, Gom Gom Elephant Gun, Gom Gom Red Hawk, Gom Gom Stamp Gatling, Dash Gatling, Gom Gom Bazooka Dash, Gear Second, Indurimento totale
- Portuguese D. Ace: Pistola di fuoco, Pugno di fuoco, Castigo di fiamme, Colonna di fuoco, Imperatore delle fiamme
- Boa Hancock: Pistol Kiss, Slave Arrow, Love-Love Mellow, Perfume Femur
- Akainu: Grande eruzione, Segugio fiammante, Cane oscuro, Eruzione magmatica, Meteore vulcaniche
- Tetsuya Kuroko: Misdirection
- SKET-dan: SKET-dan al salvataggio!
- Allen Walker: Artigliata
- Lala Satalin Deviluke: Arriva la cavalleria!
- Chitoge Kirisaki: Non farti strane idee!
- Shoyo Hinata: Schiacciata
- Jaguar Junichi: Assalto ramen
- Neuro Nogami: 777 strumenti demoniaci: Illusione

## Lista brani
- 01 - Raging Blast (Dragon Ball Z)
- 02 - Never-Ending Adventure (One Piece)
- 03 - Ninja Slayer (Naruto: Shippuden)
- 04 - Good Appetite! (Toriko)
- 05 - Bring It On! (Gintama)
- 06 - Festival Revolution (Qui stazione di polizia Kameari, distretto di Katsushika)
- 07 - Brave Soldiers (I Cavalieri dello Zodiaco/Le Bizzarre Avventure di JoJo)
- 08 - The Styx (Bleach)
- 09 - Burning Sword (Kenshin Samurai Vagabondo)
- 10 - Dark Inferno (Yu degli Spettri)
- 11 - A Man Among Men (Sakigake! Otokojuku)
- 12 - You're Easygoing... (Dr. Slump & Arale)
- 13 - Bravely and Resolutely (Hunter x Hunter)
- 14 - Edge of the Fist (Ken il guerriero)
- 15 - Bad Boys (Beelzebub)
- 16 - Abnormal Psychology (Medaka Box)
- 17 - Assassin Rendezvous (Assassination Classroom)
- 18 - Psycho Circus (Saiki Kusuo no Psi-nan)
- 19 - Turn the Beat Up! (Bobobo-bo Bo-bobo)
- 20 - The Hitman (Tutor Hitman Reborn!)
- 21 - Good Luck! (Such a Luckyman!)
- 22 - The Incredibles (Chinyuki)
- 23 - Two Steps From Hell (Hell Teacher Nube)
- 24 - Fighting Stars Movie (Karaoke)

## Doppiaggio
| Personaggio                     | Doppiatore        |
| ------------------------------- | ----------------- |
| Korosensei                      | Tomokazu Seki     |
| Tatsumi Oga                     | Katsuyuki Konishi |
| Kenshiro                        | Katsuyuki Konishi |
| Kaiser de Emperana Beelzebub IV | Miyuki Sawashiro  |
| Ichigo Kurosaki                 | Miyuki Sawashiro  |
| Pegasus                         | Miyuki Sawashiro  |
| Sosuke Aizen                    | Shō Hayami        |
| Bobobo-bo Bo-bobo               | Takehito Koyasu   |
| Don Patch                       | Masaya Onosaka    |
| Taro Yamada                     | Motoko Kumai      |
| Arale Norimaki                  | Mami Koyama       |
| Son Goku                        | Masako Nozawa     |
| Vegeta                          | Ryō Horikawa      |
| Freezer                         | Ryūsei Nakao      |
| Raoul                           | Tesshō Genda      |
| Toguro minore                   | Tesshō Genda      |
| Gintoki Sakata                  | Tomokazu Sugita   |
| Joseph Joestar                  | Tomokazu Sugita   |
| Kazuyoshi Usui "Switch"         | Tomokazu Sugita   |
| Meisuke Nueno "Nube"            | Ryōtarō Okiayu    |
| Toriko                          | Ryōtarō Okiayu    |
| Gon Freecss                     | Megumi Han        |
| Killua Zoldick                  | Mariya Ise        |
| Jonathan Joestar                | Kazuyuki Okitsu   |
| Kankichi Ryotsu                 | LaSalle Ishii     |
| Medaka Kurokami                 | Aki Toyosaki      |
| Naruto Uzumaki                  | Junko Takeuchi    |
| Sasuke Uchiha                   | Noriaki Sugiyama  |
| Madara Uchiha                   | Naoya Uchida      |
| Monkey D. Rufy                  | Mayumi Tanaka     |
| Luckyman                        | Mayumi Tanaka     |
| Portuguese D. Ace               | Toshio Furukawa   |
| Boa Hancock                     | Kotono Mitsuishi  |
| Akainu                          | Fumihiko Tachiki  |
| Tsunayoshi Sawada               | Yukari Kokubun    |
| Reborn                          | Neeko             |
| Kenshin Himura                  | Mayo Suzukaze     |
| Makoto Shishio                  | Masanori Ikeda    |
| Kusuo Saiki                     | Shintarō Asanuma  |
| Momotaro Tsurugi                | Hideyuki Hori     |
| Zebra                           | Kenji Matsuda     |
| Yusuke Urameshi                 | Nozomu Sasaki     |
| Hiei                            | Nobuyuki Hiyama   |
| Rukia Kuchiki                   | Fumiko Orikasa    |
| Allen Walker                    | Sanae Kobayashi   |
| Kagura Yato                     | Rie Kugimiya      |
| Sadaharu                        | Mikako Takahashi  |
| Shoyo Hinata                    | Ayumu Murase      |
| Hisoka                          | Daisuke Namikawa  |
| Tetsuya Kuroko                  | Kenshō Ono        |
| Misogi Kumagawa                 | Megumi Ogata      |
| Neuro Nogami                    | Takehito Koyasu   |
| Chitoge Kirisaki                | Nao Tōyama        |
| Jaguar Junichi                  | Keiji Fujiwara    |
| Heihachi Edajima                | Unshō Ishizuka    |
| Yusuke Fujisaki "Bossun"        | Hiroyuki Yoshino  |
| Hime Onizuka "Himeko"           | Ryōko Shiraishi   |
| Lala Satalin Deviluke           | Haruka Tomatsu    |

## Adattamento italiano
Nella versione italiana del gioco sono state applicate delle traduzioni differenti rispetto alla versione originale del gioco, dal nome di alcuni personaggi a quello delle rispettive serie di provenienza, dove è stata attuata la scelta di utilizzare termini derivati dagli adattamenti storici delle serie televisive (es. Seiya e Saint Seiya sostituiti con Pegasus e I Cavalieri dello Zodiaco).
In alcuni casi invece è stata optata la scelta di tradurre ex-novo il nome di titoli mai giunti in Italia (come ad esempio KochiKame), di altri è stata optata la scelta di mantenere il titolo nella versione inglese (Jigoku sensei Nūbē), ed anche titoli giunti da noi con un nome tradotto è stato scelto di mantenere la versione originale giapponese (Sakigake! Otokojuku è stato pubblicato da Star Comics con il titolo Classe di ferro, nel gioco invece è rimasto uguale alla versione nipponica).
Per quanto concerne invece le tecniche e le abilità dei vari personaggi su di esse è stata optata la scelta di adattare utilizzando traduzioni prese dal fumetto, dalle serie animate o addirittura ricreate per l'occasione (un esempio la tecnica Kurokami Phantom di Medaka Kurokami, che nel manga era mantenuta in inglese come nell'originale, mentre nel gioco è stata tradotta Fantasma Kurokami, stessa cosa accaduta alle abilità All Fiction/Bookmaker di Misogi Kumagawa adattati in Finzione/Rilegatura).
Si sono poi presentati dei casi di traduzione il cui significato differisce dalla frase pronunciata dai personaggi, un esempio è il dialogo tra Kenshiro e Madara Uchiha, dove il primo rivolgendosi all'Uchiha pronunciava la sua classica frase ("Omae wa mo shindeiru", ovvero "Tu sei già morto") sotto forma di domanda e non di esclamazione dal momento che Madara nel gioco appare nella forma rediviva vista nei volumi dal 59 al 68 di Naruto.
Nella versione italiana la domanda "Tu sei già morto?" è stata modificata in "Ma come, è già finita?" alterando di conseguenza il senso stesso della frase, oltre a questo vi è stato anche il caso del maestro Karin (Balzar nella versione italiana dell'anime) che nel gioco è stato rinominato Korin (nome utilizzato nell'adattamento americano della serie da parte di Funimation), a dimostrazione del fatto che il titolo sia stato tradotto dall'adattamento inglese e non dalla versione giapponese.

## Accoglienza
Famitsū ha attribuito a questo gioco un punteggio di 32/40. Dopo la prima settimana d'uscita, la versione PS3 vendette 118,240 unità in Giappone, mentre la versione PS Vita vendette 97,821 unità. Metacritic ha assegnato un punteggio di 61 all'edizione PS4 occidentale e 74 alla versione PS Vita. IGN gli ha assegnato un punteggio di 5 su 10 e ha rilasciato la seguente dichiarazione "Nonostante il grande cast di personaggi, J-Stars Victory Vs non riesce a far leva sul suo fascino all'interno del campo di battaglia".

## Curiosità
Nella versione originale giapponese era possibile trovare dei dati informatici relativi a 4 personaggi extra, di cui 3 giocabili ed 1 di supporto. Trattasi di Jotaro Kujo, Dio Brando (Le bizzarre avventure di JoJo, Dai (Dai - La grande avventura) e Yoh Asakura (Shaman King) di cui sono state estrapolate le informazioni (il moveset di Jotaro Kujo poteva essere applicato a Naruto), tuttavia per ragioni mai spiegate questi personaggi non sono mai stati completati e inclusi nel roster ufficiale. Altra piccola curiosità riguarda il tutorial relativo alla personalizzazione delle Carte J-Stars, laddove nella versione giapponese vi era Yugi Mutō a esporre le varie informazioni relative alla funzione delle carte, nella versione occidentale il personaggio è stato rimosso.

## Sequel
A distanza di cinque anni, per i 50 anni di Weekly Shōnen Jump viene annunciato Jump Force sviluppato sempre da Spike Chunsoft con Unreal Engine e pubblicato da Bandai Namco previsto per il 15 febbraio 2019. Tra le novità in Jump Force c'è la fusione del modo reale con quello Shōnen Jump ad esempio nello stage di Parigi si fondono le 12 case dello Zodiaco da Saint Seiya. Nonostante in questo titolo non sia più presente la funzione di supporto, ed ogni personaggio sia giocabile, le serie manga coinvolte sono molte di meno.